# Nestor Omar Piccoli
Nestor Omar Piccoli (ur. 20 stycznia 1965) – argentyński piłkarz występujący na pozycji napastnika.

## Kariera piłkarska
Od 1984 do 1995 roku występował w klubach River Plate, Unión, Temperley, All Nippon Airways, Gimnasia y Esgrima La Plata i Fukuoka Blux.

## Kariera trenerska
Po zakończeniu piłkarskiej kariery pracował jako trener w Avispa Fukuoka i Shizuoka FC.